# Igreja de Nossa Senhora da Consolação (Feteira)

Igreja de Nossa Senhora das Mercês da Feteira.

A Igreja de Nossa Senhora das Mercês é uma igreja católica localizada na freguesia de Feteira, concelho de Angra do Heroísmo, na ilha açoriana da Terceira. O templo serve de igreja paroquial à paróquia católica da Feteira.
A Igreja de Nossa Senhora das Mercês foi construída no século XIX, e tem como orago Nossa Senhora das Mercês, foi oficialmente inaugurada a 20 de maio de 1868. Teve grandes estragos causados pelo terramoto de 1 de janeiro de 1980, encontrando-se, no entanto, já reparada.